# Никита Грос
Никита Грос (на английски: Nikita Gross) е артистичен псевдоним на руската порнографска актриса Анна К. Каминская (Anna K Kaminskaia). Родена е на 27 февруари 1975 г.

## Награди
Носителка на индивидуални награди
- 1998: XRCO награда за звезда на годината.[3][4]
- 1998: XRCO награда за най-добра секс сцена мъж/жена – „Психосексуалност“.[3][4]
- 2003: AVN награда за най-добра секс сцена в чуждестранна продукция – „Колекционерът на дупета“ (с Хенриета, Кариб, Каталин, Моник, Ники, Шийла Скот, Петра Шорт, Стела Върджин и Роко Сифреди).[4]